# دونگ فانگ هنگ ۱
دونگ فانگ هنگ ۱ (چینی ساده شده: 东方 红 一号؛ چینی سنتی: 東方 紅 一號؛ pinyin: Dōngfānghóng Yīhào؛ روشن: "شرق سرخ است ۱") نخستین ماهواره ی فضایی جمهوری خلق چین (PRC) بود، که با موفقیت در ۲۴ آوریل ۱۹۷۰ به عنوان بخشی از برنامهٔ ماهواره فضایی دونگ فانژونگ PRC راه‌اندازی شد. این ماهواره بخشی از برنامهٔ "دو بمب، یک ماهواره" بود. دونگ فانگ هنگ ۱ با وزن ۱۷۳ کیلوگرم (۳۸۱ پوند) از اولین ماهواره‌های کشورهای دیگر سنگین‌تر بوده‌است. این ماهواره یک فرستنده رادیویی را با خود حمل می‌کرد که سرود ملی فاکتوری با همین نام (شرق سرخ است) در مدت ۲۰ روزی که در مدار بود از آن پخش می‌شد.
این ماهواره به سرپرستی کیان زوزن Qian Xuesen (Tsien Hsue-shen)، معاون فرهنگستان فناوری فضایی چین (CAST) ساخته شد. در آن زمان، در مجموع پنج ماهواره یکسان ایجاد شد. نخستین ماهواره با موفقیت راه اندازی شد. آکادمی «برنامه سه ماهواره‌ای» را متشکل از دونگ فانگ هونگ ۱، ماهواره‌های با ورود دوباره و ماهواره‌های مخابراتی مدار مدار زمین‌آهنگ تشکیل داد. Sun Jiadong مسئول فناوری دانگ فانگ هونگ ۱ بود. در سال ۱۹۶۷، دنگ هونگزین غشایی از آنتن مسی را انتخاب کرد که مشکلات پخش آنتن موج فوق‌العاده کوتاه؛ در دمای بین ۱۰۰ تا ۱۰۰ درجه سانتیگراد را، برطرف می‌کرد. مهندسان یک پخش کننده موسیقی را با پخش «شرق قرمز است» روی ماهواره نصب کردند.